# Trzy skarby

## Buddyzm
Za trzy skarby (tłumaczone też jako „Trzy Drogocenności” lub „Trzy Klejnoty”, skr. triratna, pali: tiratana, chiń. 三宝 sanbao, kor. sambo, jap. sambō, wiet. tam bảo) buddyzmu uważane są:
- Budda
- Dharma
- Sangha

## Dżinizm
Dżinizm, powstały prawie równocześnie z buddyzmem, zaleca ascezę jako drogę do mokszy czy nirwany (wyzwolenia).
Droga do tego celu wiedzie poprzez trzy klejnoty, czyli:
- należyte postrzeganie;
- należyte poznawanie;
- należyte postępowanie (co oznacza powstrzymywanie się od zadawania cierpienia, kłamstwa, kradzieży, cudzołóstwa, posiadania nadmiaru rzeczy).